# Trdelník

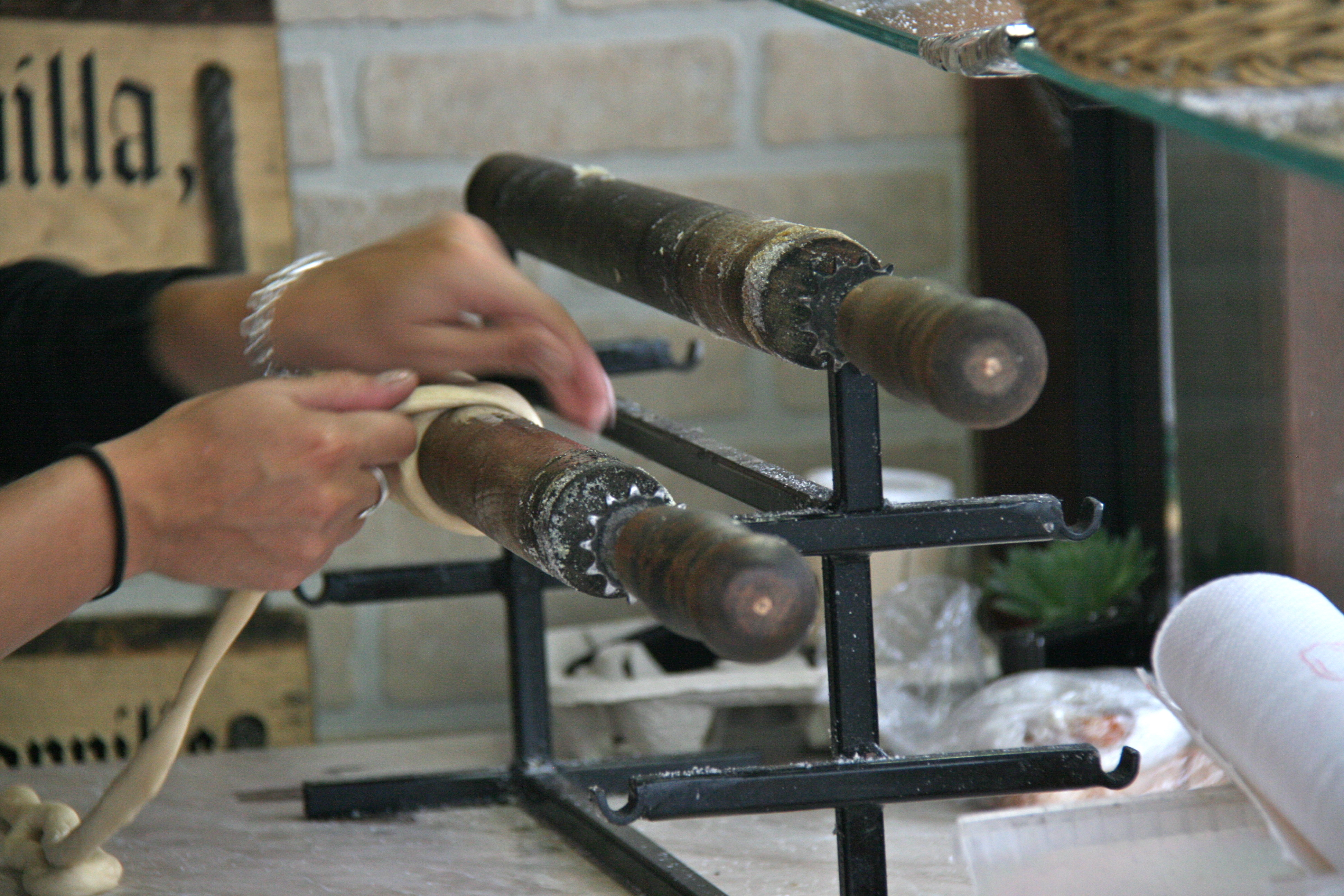
Navíjení trdelníku na trdlo

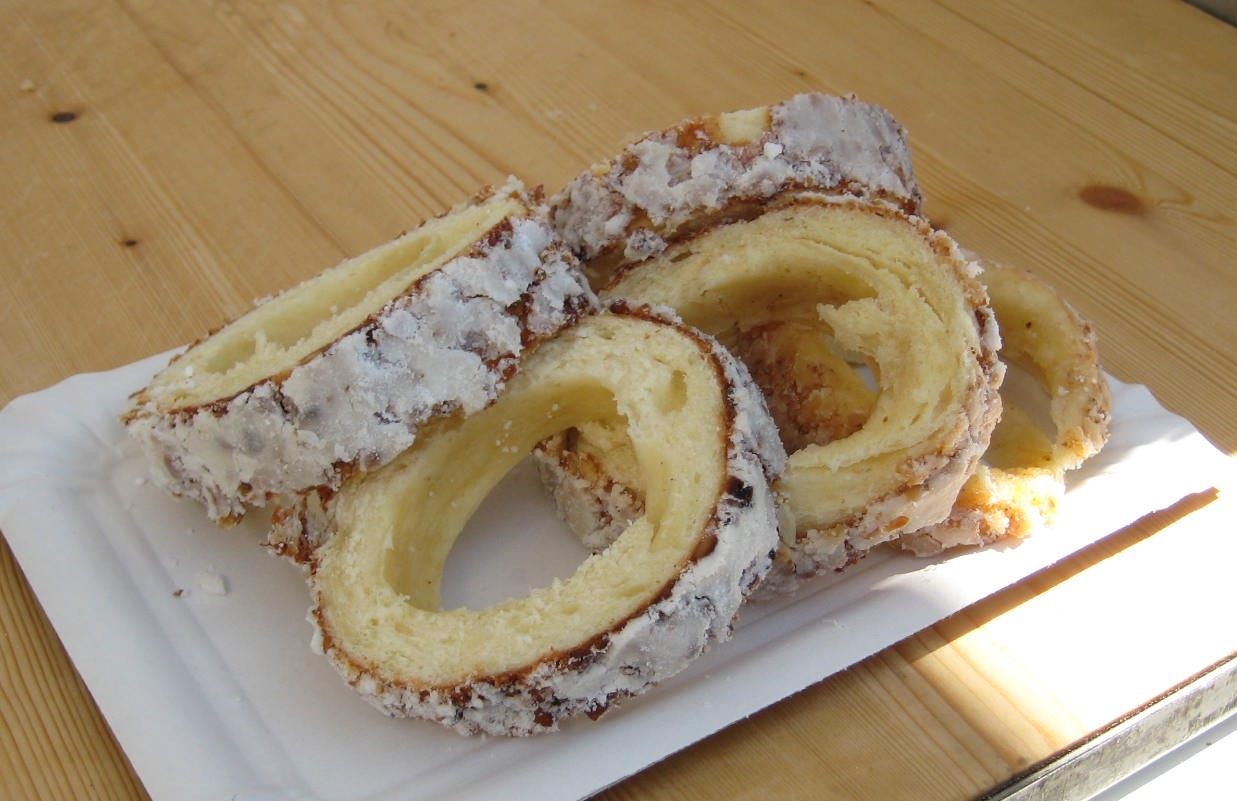
Rozřezaný Skalický trdelník

Trdelník je sladké pečivo ve tvaru podobném velké duté kremroli, ovšem bez krémové náplně.
Vyrábí se z kynutého těsta, které se rozválené v pruzích navíjí na bukový válec (dnes také kovový) o průměru 8 až 10 cm, zvaný trdlo, a peče se v žáru dřevěného uhlí. Při pečení se otáčí, potírá mlékem, dokud nezíská zlatočervenou barvu. Pak se z válce opatrně stáhne, aby se neporušil tvar. Běžně se podává posypaný cukrem, objevují se i varianty s jinými příchutěmi (skořice, vanilka, ořechy, čokoláda, ad.).
Trdelník pochází zřejmě ze Sedmihradska, tedy historického regionu na území dnešního Rumunska. Předpokládá se, že k jeho rozšíření mimo toto území došlo v důsledku vpádu Tatarů, kdy část obyvatelstva utekla na severozápad.

## Trdelníky v Evropě
Podobné výrobky jsou známy ve světě a také jinde mají v některých případech (Švédsko, Slovensko) registrovánu značku PGI. V Maďarsku je trdelník znám jako kürtőskalács, je považován za téměř „národní symbol“.[zdroj?] Mezi další podobné výrobky patří:
- Rakousko: známý jako Prügelkrapfen
- Německo: známý jako Baumstriezel nebo Baumkuchen
- Lucembursko známý jako Baamkuch, kde je tradičním jídlem na svatbách a jiných slavnostech
- Litva: Šakotis nebo Raguolis (v západní Litvě jako Bamkuchinas)
- Polsko: Sękacz podobný zákusek
- Slovensko: Skalický trdelník, pro tento název má Slovensko registrovánu unijní značku PGI
- Švédsko: pro název spettekaka má Švédsko také registrovánu unijní značku PGI

## Historie trdelníku v Česku

### První výskyty slova trdelník v českých zemích
Název trdelník se v české a slovenské literatuře objevuje od počátku 19. století. Josef Heřman Agapit Gallaš zmiňuje trdelník v několika básních ve sbírce Múza Morawská, vydané roku 1813. 
Překlad kuchařské knihy rakouské autorky Sybilly Dorizio, vydaný patrně v roce 1816, obsahuje recept na litý trdelník (Prügelkrapfen).
Heslo pro trdelník se také vyskytuje ve slovnících z první poloviny 19. století. Josef Jungmann uvádí jako alternativní názvy vaječník a kotúč, německy  Ringelkrapfen, Spießkrapfen, Prügelkrapfen nebo Ringkuchen, latinsky obelia . V heslu pro vaječník pak uvádí, že koláč vaječný jest pečité jídlo, těsto na koláče se rozválí, při plamenu na způsob kuřete se otáčí a peče, pak cukrem posypané se jedí. Německý překlad je Spießkuchen, Spießkrapfen, Ringelkrapfen. Další významy slova vaječník podle Jungmanna jsou  koláč z mouky a vajec na pánvi nebo rendlíku pečený, nebo vysoký koláč, uprostřed děravý, po stranách vroubkovaný. 
Josef Dobrovský uvádí pod heslem Spießkuchen překlad m. vaječník, sl. trdelník, obelia. Karel Ignác Thám uvádí trdelník jako překlad pro heslo Prügelkarpfen a vaječník pro heslo Spießkuchen.

### Vaječník
Před 19. stoletím se místo trdelníku používal název vaječník. Tento název ovšem může označovat podle Jungmanna i jiné pokrmy, konkrétně omeletu nebo bábovku. Není tedy jisté, že každá zmínka v literatuře skutečně označuje předchůdce trdelníku. 
Čeněk Zíbrt ve své knize Staročeské umění kuchařské cituje několik starších zdrojů, které se zmiňují o vaječníku. V dopise z roku 1464 se píše, že vévodkyni saskou při cestě z Mostu do Prahy vítali vesničané mazanci, sýry, vaječníky atd. Klaret ve svých slovnících z 60. let 14. století zařadil vaječník mezi pečivo. Slovník trojjazyčný z roku 1513 také umístil vaječník mezi pečivo, s německým překladem Ayerkuch. Bavor Rodovský mladší z Hustiřan ve svém Kuchařství z roku 1591 uvádí recept na varmuži z vaječníka. Jan Amos Komenský v knize Zlaté dveře jazykův otevřené z roku 1669 uvádí vaječník (Spiesskuchen) mezi koláči.

### Pozdější vývoj
Marie Úlehlová-Tilschová ve své knize Česká strava lidová zmiňuje trdelník v pamětech obyvatel ze Slovácka a Podřipska z poloviny 19. století. Úlehlová-Tilschová uvádí, že trdelníky byly populární, protože umožňovaly využít dohořívajícího ohně či žhavých uhlíků po opékání masa na rožni, které u nás však postupně ztratilo na popularitě.
Bratři Mrštíkové zmiňují trdelníky v románové kronice Rok na vsi, která se odehrává ve fiktivní slovácké vesnici Hrabůvka v 90. letech 19. století.
Recept na trdelník jako jihomoravské jídlo je uváděn v publikaci z roku 1900. Augusta Šebestová uvádí ve své knize Lidské dokumenty, též z roku 1900, že trdelníky se na Slovácku tradičně posílaly ženám tzv. do kouta (část obytné místnosti pro ženy v šestinedělí). Majitel pekařství ve Vidči, které začalo vyrábět trdelníky ve stáncích po celém Zlínském kraji pod značkou Valašský trdelník v roce 2004, přičemž předtím se v regionu neprodávaly, zmiňuje, že se u nich v rodině návod na výrobu dědil z generace na generaci. Uvádí, že trdelník pochází z Rumunska a do Beskyd se dostal společně s přistěhovalci někdy kolem 17. století. Pekl se jen pro slavnostní příležitosti.
K náhlému nárůstu popularity trdelníku došlo na počátku 21. století. Trdelník (či nesprávně trdlo) se stal součástí stánkového prodeje během různých slavností, jarmarků, festivalů, ale i v mnoha turistických oblastech. Po roce 2015 se začala objevovat verze trdelníku plněná zmrzlinou. Označení „staročeský trdelník“ je často považováno za pouhý marketingový trik.

## Skalický trdelník
Historie trdelníku ze Skalice, slovenského městečka na slovensko-moravském pomezí, se odvíjí z historického Sedmihradska. Odtud se s Maďary dostal do slovenské Skalice. Za člověka, který ve Skalici trdelníky zpopularizoval, je považován sedmihradský kuchař hraběte Gvadániho, který zde působil v druhé pol. 18. stol. Od roku 2007 je Skalický trdelník chráněn jako zeměpisné označení – PGI (protected geographical indication).